# Dastūrān
Dastūrān (persiska: دستوران) är en ort i Iran.   Den ligger i provinsen Khorasan, i den nordöstra delen av landet, 500 km öster om huvudstaden Teheran. Dastūrān ligger 1 394 meter över havet och antalet invånare är 1 300.
Terrängen runt Dastūrān är lite bergig, och sluttar norrut. Runt Dastūrān är det ganska glesbefolkat, med 29 invånare per kvadratkilometer. Dastūrān är det största samhället i trakten. Trakten runt Dastūrān består i huvudsak av gräsmarker.